# ORP Piorun
El destructor ORP Piorun fue un destructor de la clase N construido por el Reino Unido como HMS Nerissa, operado por la Armada polaca, a la que fue transferido en octubre de 1940. Concluida la Segunda Guerra Mundial, fue devuelto a la Royal Navy en 1946, y dado de baja y desguazado en 1955.

## Construcción
Los ocho buques de la clase N fueron ordenados el 15 de abril de 1939. Consistían, básicamente, en una repetición de las clases J y K, dieciséis de los cuales fueron encargados en 1937.
Los barcos de la clase N tenían 339 pies y 6 pulgadas (103,48 m) de largo entre perpendiculares y 356 pies y 6 pulgadas (108,66 m) de largo total, con una manga de 35 pies y 8 pulgadas (10,87 m) y un calado de 9 pies (2,7 m). El desplazamiento era de 1773 toneladas largas (1801 t) estándar y 2384 toneladas largas (2422 t) a plena carga. Dos calderas Admiralty de tres tambores suministraron vapor a 2100 kPa (300 libras por pulgada cuadrada) y 327 °C (620 °F) a dos conjuntos de turbinas de vapor Parsons de engranajes de reducción simple, con una potencia nominal de 30 000 kW (40 000 caballos de fuerza al eje). Esto proporcionó una velocidad de diseño de 36 nudos (67 km/h; 41 mph) en el desplazamiento de prueba y 32 nudos (59 km/h; 37 mph) a plena carga. Se transportaron 491 toneladas de petróleo, lo que proporcionó una autonomía de 10 200 km (5500 millas náuticas; 6300 mi) a 28 km/h (17 mph) y 6900 km (3700 mi) a 37 km/h (20 nudos; 23 mph).
Según su diseño, la clase N estaría armada con seis cañones QF Mark XII de 120 mm (4,7 pulgadas) en tres montajes dobles, dos a proa y uno a popa. Estos cañones solo podían elevarse a un ángulo de 40 grados, por lo que su uso antiaéreo era limitado. Se instalaría un armamento antiaéreo de corto alcance compuesto por un cañón de 2 libras "pom-pom" de cuatro cañones y ocho ametralladoras de 0,50 pulgadas (1,27 mm) en dos montajes cuádruples en las alas del puente, mientras que el armamento de torpedos consistiría en diez tubos lanzatorpedos de 533 mm (21 pulgadas) en dos montajes quíntuples. La experiencia inicial sobre la vulnerabilidad de los destructores a los ataques aéreos frente a Noruega y durante la evacuación de Dunkerque en 1940 provocó que el armamento de la clase N se revisara durante la construcción. El conjunto de tubos lanzatorpedos de popa fue retirado y reemplazado por un solo cañón antiaéreo QF Mark V de 4 pulgadas (102 mm), mientras que las ametralladoras cuádruples de 0,50 pulgadas en las alas del puente fueron reemplazadas por dos cañones Oerlikon de 20 mm, con dos Oerlikon más a popa del reflector, mientras que dos ametralladoras gemelas de 0,50 pulgadas fueron montadas en la toldilla de los barcos.

## Historia
El buque fue construido por el astillero John Brown & Company de Clydebank, Glasgow, con un coste de algo más de 400 000 £. Fue puesto en grada en julio de 1939, botado el 7 de mayo de 1940 y completado el 4 de noviembre de 1940. Originalmente, debiera haberse asignado a la Royal Navy con el nombre HMS Nerissa, pero fue transferido inmediatamente a la Armada de Polonia como reemplazo del destructor ORP Grom, que se había perdido frente a las costas de Noruega el 4 de mayo de 1940.
El Piorun, tuvo su base en Gran Bretaña, bajo el mando de Eugeniusz Pławski. Entre el 13 y el 15 de marzo de 1941, mientras realizaba reparaciones en los astilleros John Brown, tomó parte en la defensa de Clydebank contra los ataques aéreos de la Luftwaffe, por lo que se erigió un memorial en recuerdo de su tripulación en Clydebank.

### A la caza del Bismarck
El 22 de mayo de 1941, el Piorun, junto a los buques de la 4ª flotilla de destructores (HMS Cossack, HMS Maori, HMS Sikh y HMS Zulu), bajo el mando del capitán Philip Vian, proporcionaban escolta adicional al convoy de tropas WS8B en ruta desde Glasgow al océano Índico. El 25 de mayo, la flotilla de Vian (incluido el Piorun) fue separada del convoy para unirse a la búsqueda del acorazado alemán Bismarck.
Cuando el Almirantazgo británico inició la cacería del Bismarck en el Atlántico, navegaba a su popa el buque polaco ORP Piorun. Si bien el acorazado alemán se defendió de forma extraordinaria contra sus perseguidores, hundió al HMS Hood y dañó seriamente al novísimo acorazado HMS Prince of Wales, sufrió algunas averías que disminuyeron su velocidad.

## Servicio posterior
Operó posteriormente en el Mediterráneo, tomando parte en la Operación Halberd, uno de los convoyes a Malta y en la Operación Husky, la invasión de Sicilia. En 1944 fue transferido a la Home Fleet.
El Piorun tomó parte en la Operación Deadlight, y tomó parte en el hundimiento de los submarinos alemanes capturados del Tipo XXI U-2329, U-2334, U-2335, U-2337, U-2350 y U-2363.
Fue devuelto a la Royal Navy en 1946, siendo renombrado como HMS Noble, donde sirvió hasta su desguace en 1955 en Dunston.